# Stará Lysá
Stará Lysá là một làng thuộc huyện Nymburk, vùng Středočeský, Cộng hòa Séc.